# Kikinda
Kikinda (serbisch-kyrillisch Кикинда, ungarisch Nagykikinda, deutsch Großkikinda, rumänisch Chichinda Mare, slowakisch Kikinda) ist eine Stadt in der serbischen Provinz Vojvodina, direkt an der Grenze zu Rumänien. Kikinda ist zudem der Hauptverwaltungssitz bzw. die Hauptstadt des Okrug Severni Banat (Severno-Banatski okrug).
Die Gemeinde Kikinda besteht aus der Stadt selbst und den folgenden neun weiteren Orten: Sajan, Banatska Topola, Rusko Selo, Mokrin, Bašaid, Iđoš, Novi Kozarci, Banatsko Veliko Selo und Nakovo. Die gesamte Gemeinde hat 67.000 Einwohner, davon sind 76 % Serben und 12,8 % Ungarn. Das Dorf Sajan (ungarisch: Szaján) hat eine ungarische Mehrheit, der Ortsteil Wilhelminenfeld war Anfang des 19. Jahrhunderts von deutschsprachigen Siedlern gegründet worden. In Topola (ung. Töröktopolya) und Rusko Selo (ung. Torontáloroszi) machen die Ungarn etwa 20 % der Bevölkerung aus.

## Name
Der Name Kikinda wird das erste Mal im 15. Jahrhundert erwähnt – und zwar als Kökénd – und kennzeichnete zusammen mit dem Begriff Ezehida damals diese kleine Region mit vielen kleinen Gemeinden und Gutsherren. Der heutige Name ist erstmals auf einer geografischen Karte aus dem Jahre 1718 als Groß-Kikinda zu sehen, wobei auf der Karte dieses kleine Gebiet als unbesiedelt gekennzeichnet wurde. Der Namenszusatz Groß wurde bis zum Jahr 1947 noch offiziell benutzt. Etymologisch ist die Abstammung des Namens Kikinda nicht ganz geklärt. Man nimmt an, dass der Name aus zwei Wörtern hervorging, dem ungarischen Kökény (Schlehdorn) und dem alt-serbischen Kik (Kopf).

## Geschichte
Die Stadt Kikinda befindet sich auf dem Gebiet alter, zum Großteil verschwundener Kulturen und Zivilisationen. Unzählige archäologische Funde zeigen, dass an dieser Stelle Menschen schon vor 7000 Jahren Siedlungen erbaut haben, die immer wieder durch Kriege oder sonstige Unruhen zerstört oder entvölkert wurden, und sich immer wieder neue Völker ansiedelten.

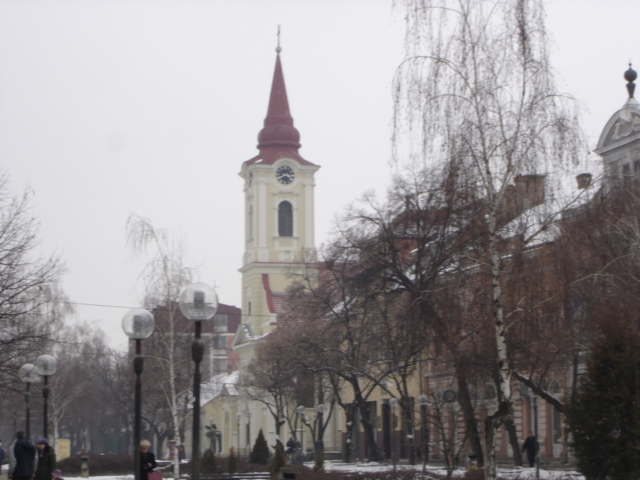
Hauptstraße und die katholische Kirche

### Jüngere Geschichte

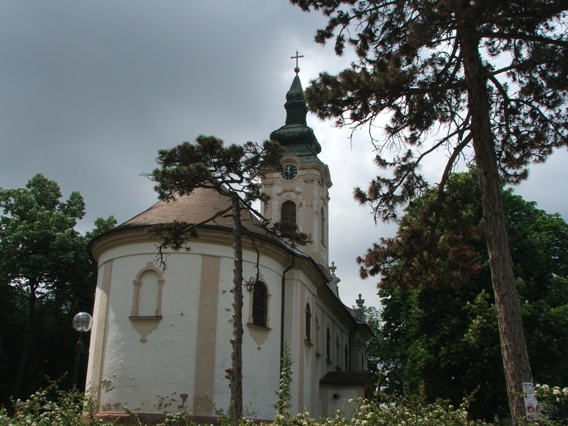
Serbisch-orthodoxe Kirche Hl. Nikolaus

Erwähnenswerte Ereignisse beginnen in den Jahren 1751 bis 1753, als sich eine große Anzahl von Menschen dort ansiedelte. In den ersten Jahren waren es ausschließlich Serben, die als österreichische Untertanen die Grenze zum Osmanischen Reich an den Flüssen Moriš und Theiß bewachten. Diese verloren jedoch ihre Schutzaufgabe, nachdem die Osmanen infolge des Friedens von Passarowitz, den sie in der Stadt Požarevac mit Österreich-Ungarn schließen mussten, das südliche Banat an Österreich-Ungarn abgeben mussten. Später siedelten dort auch viele Deutsche, Ungarn und Juden.
Zirka zwanzig Jahre nach der offiziellen Gründung der lokalen Gemeinden in diesem Gebiet gründete die österreichische Monarchin Maria Theresia am 12. November 1774 den „Privilegierten Bezirk Gross Kikinda“ und als Hauptverwaltungssitz die Stadt Kikinda. Es gab im Rahmen des Bezirks noch neun weitere serbisch besiedelte Gemeinden: Srpski Krstur, Jozefovo (Teil des heutigen Novi Kneževac), Mokrin, Karlovo, Bašaid, Vranjevo (Teil des heutigen Novi Bečej), Melenci, Kumane und Taraš. Die Einwohner dieser Ortschaften hatten zur Zeit der Österreichischen Monarchie im Gegensatz zu den serbischen Gebieten im osmanischen Teil sehr viele ökonomische und politische Vorteile, die bis heute spürbar sind. Ende des 19. Jahrhunderts war Kikinda mit über 22.000 Einwohnern eine der bevölkerungsreichsten Städte des Banats.

### Urbane Entwicklung
Aus urbanistischer Sicht zählt die Stadt zu den planmäßig entwickelten Orten. Die Straßenaufteilung wurden in der zweiten Hälfte des 18. Jahrhunderts entsprechend der urbanen Planungen des Banats durchgeführt. Das auffälligste Merkmal des Plans ist, dass ein Großteil der Straßen im rechten Winkel verlaufen mit einem zentralen Marktplatz, einer Kirche, einem Verwaltungsgebäude, einer Schule und einem Hotel für Reisende. Nach diesem Schema entwickeln sich auch heute noch die einzelnen Stadtteile.

### 19. Jahrhundert
Wichtige Jahre für die Entwicklung der Stadt Kikinda waren die Jahre 1848/1849. In diesen Jahren ereignete sich der größte serbische Aufstand in der Vojvodina, der allerdings großteils in Form von sozialen Revolten erfolgte, damit der Aufstand auch landesweit anerkannt wurde. Ziel dieses Aufstandes war die Änderung der Regierung im gesamten Bezirk aufgrund der unbefriedigenden Situation im Bezirk und teilweise Diskriminierung von Serben. Am Ende wurden auch serbische Politiker akzeptiert und die Lage beruhigte sich nach einer sehr harten Zeit vor dem Aufstand und einer noch härteren während des Aufstands.
Die Zeit zwischen von Mitte des 19. Jahrhunderts bis zum Ersten Weltkrieg war eine sehr ruhige und produktive Zeit der Stadt, die eine rasante Entwicklung der Wirtschaft und Landwirtschaft zur Folge hatte. In dieser Zeit wurden zahlreiche repräsentative Gebäude errichtet und eine Flut von Verwaltungsreformen begonnen (Statut, Senat, Stadtvertretung usw.), die im Jahre 1885 zu einer klar geregelten Selbstverwaltung der Stadt führten.

### 20. Jahrhundert
Am 20. November 1918 erfolgte am Ende des Ersten Weltkriegs der Einmarsch der serbischen Armee, der die Vereinigung mit Serbien einläutete. Die Lage in der Nähe der neu entstandenen Grenzen zwischen Serbien, Ungarn und Rumänien, verbunden mit schlechter Kommunikation über diese Grenzen, resultierten zwischen den Weltkriegen in einer sehr langsamen Entwicklung der Stadt.
Während des Zweiten Weltkriegs war Kikinda wie das ganze Banat von deutschen Truppen besetzt. Die Jugoslawische Volksbefreiungsarmee nahm Kikinda am 6. Oktober 1944 ein. Vor und zum Teil während des Krieges bestand die Einwohnerzahl der Stadt aus 22 % Deutschen und 2 % Juden, nach dem Krieg war es nur noch ein Zehntel der Deutschen. Die Stadt wechselte ihre staatliche Zugehörigkeit nicht, die ökonomische und politische Struktur änderte sich mit der Machtübernahme der Kommunisten allerdings deutlich.

## Wirtschaft
Die landwirtschaftliche Nutzfläche beträgt rund 62.000 Hektar. Landwirtschaft wird von etwa 30 Kleinunternehmen sowie zahlreichen Bauern in Kikindas Umgebung betrieben.
Die Landschaft rund um Kikinda ist wie viele andere Gebiete Serbiens reich an Mineralien und Rohstoffen. Zu den häufigsten gehören Erdöl, Erdgas und verschiedene Metalle. Im Jahr 2001 wurden 279.000 Tonnen Erdöl gefördert, das waren 37,40 % der Gesamtförderungskapazität Serbiens. Im gleichen Jahr wurden 244.000.000 m³ Erdgas gefördert (48,13 % der Gesamtförderungskapazität Serbiens).

## Sport
Der Sportkomplex "Jezero" beheimatet verschiedene Sportvereine und bietet sich mit zugehörigem Hostel auch als Trainingslager-Stützpunkt für internationale Clubs an. Sehr aktiv ist der Tauchclub "Orkas", der neben Tauchausbildungen auch Apnoekurse anbietet und eine Unterwasser-Rugby-Mannschaft beheimatet.
Der heimische Wasserball-Verein VK Zak spielte 2010/2011 im Europapokalwettbewerb um den LEN-Pokal.

## Kultur und Sehenswürdigkeiten

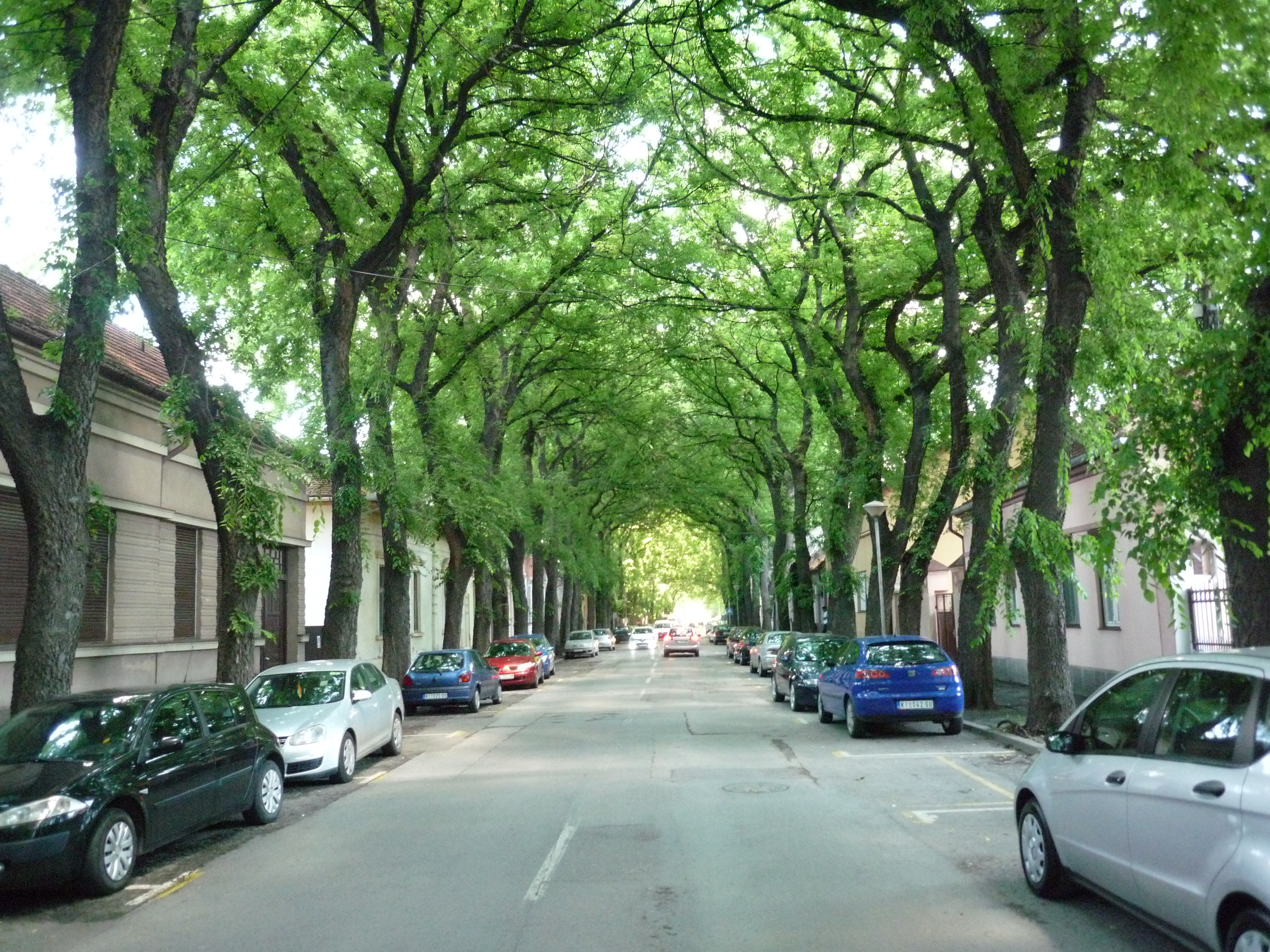

Zu den wichtigsten Kultureinrichtungen gehören:
- Museum (Archäologie, kulturelle Entwicklung der Stadt, Kriegsmuseum) (1946)
- Jugendzentrum
- Großes Volkstheater mit 7000 Plätzen (1950)

Die Generala Drapšina wird von vielen als eine der schönsten Alleen Europas betrachtet.

## Söhne und Töchter der Stadt
- Albert Bogen (1882–1961), Fechter, der sowohl für Österreich als auch für Ungarn bei Olympischen Spielen antrat
- István Zádor (1882–1963), ungarischer Maler und Grafiker
- Otto Dittrich (1884–1927), rumäniendeutscher Geistlicher, Mitbegründer des Banater Deutschen Sängerbundes
- Wilhelm Schäfer (1884–1944), banatschwäbischer römisch-katholischer Geistlicher und Märtyrer
- Peter Weber (1884–1944), banatschwäbischer römisch-katholischer Geistlicher und Märtyrer
- Vilmos Korn (1899–1970), deutscher Schriftsteller
- Jovan Popović (1905–1952), serbischer Schriftsteller und Dichter[3]
- Ivan Malré (1922–1974), jugoslawisch-deutscher Schauspieler und Synchronsprecher
- Lala Kovačev (1939–2012), serbischer Jazzmusiker
- Gyula Tóth (1941–2014), ungarischer Fußballspieler
- Dimitrije Injac (* 1980), serbischer Fußballspieler
- Savo Pavićević (* 1980), montenegrinischer Fußballspieler
- Dragan Ćeran (* 1987), serbischer Fußballspieler
- Nenad Malencić (* 1988), serbischer Handballspieler
- Uroš Stojanov (* 1989), serbischer Fußballspieler
- Peđa Krstin (* 1994), Tennisspieler
- Dejan Babić (* 1995), serbischer Handballspieler